# Copa Verde 2025
La Copa Verde 2025 è stata la 12ª edizione della Copa Verde, competizione statale riservata alle squadre delle regioni del Nord, del Centro-Ovest e dell'Espírito Santo.

## Formula
La competizione si svolge ad eliminazione diretta in gara unica per i primi due turni. Non sono previsti tempi supplementari nei turni in gara singola. Dai quarti di finale in poi, le sfide sono andata e ritorno. In caso di parità nella differenza reti al termine del doppio scontro, la vincente del turno verrà decretata tramite i calci di rigore.
Le otto squadre con il ranking federale più alto, partono dagli ottavi di finale giocando in casa.
Il club vincitore ottiene un posto per il terzo turno di Coppa del Brasile 2026.

## Partecipanti
Per questa edizione, i criteri di ammissione alla Copa Verde sono i seguenti:
- Criterio 1: 12 posti sono riservati alle squadre vincitrici del rispettivo campionato statale.
- Criterio 2: 8 posti sono riservati alle migliori squadre classificate in ciascuno dei campionati statali del 2024 (escluse Amapá, Mato Grosso do Sul, Rondônia e Roraima), ad eccezione delle squadre classificate per Criterio 1.
- Criterio 3: 4 posti sono riservati alle migliori formazioni col miglior ranking federale, escludendo le formazioni già qualificate per Criterio 1 e Criterio 2.

Sono in grassetto le squadre che partono dagli ottavi di finale.
| Stato              | Squadra (Città)                     | Criterio di qualificazione |
| ------------------ | ----------------------------------- | -------------------------- |
| Acre               | Independência (Rio Branco)          | Criterio 1                 |
| Acre               | Humaitá-AC (Rio Branco)             | Criterio 2                 |
| Amapá              | Trem (Macapá)                       | Criterio 1                 |
| Amazonas           | Amazonas (Manaus)                   | Criterio 1                 |
| Amazonas           | Manaus (Manaus)                     | Criterio 2                 |
| Distretto Federale | Ceilândia (Ceilândia)               | Criterio 1                 |
| Distretto Federale | Capital (Paranoá)                   | Criterio 2                 |
| Distretto Federale | Brasiliense (Taguatinga)            | Criterio 3                 |
| Espírito Santo     | Rio Branco-ES (Vitória)             | Criterio 1                 |
| Espírito Santo     | Vitória-ES (Vitória)                | Criterio 2                 |
| Goiás              | Vila Nova (Goiânia)                 | Criterio 1                 |
| Goiás              | Aparecidense (Aparecida de Goiânia) | Criterio 2                 |
| Goiás              | Goiás (Goiânia)                     | Criterio 3                 |
| Mato Grosso        | União Rondonópolis (Rondonópolis)   | Criterio 1                 |
| Mato Grosso        | Luverdense (Lucas do Rio Verde)     | Criterio 2                 |
| Mato Grosso do Sul | Operário-MS (Campo Grande)          | Criterio 1                 |
| Pará               | Paysandu (Belém)                    | Criterio 1                 |
| Pará               | Remo (Belém)                        | Criterio 2                 |
| Pará               | Águia de Marabá (Marabá)            | Criterio 3                 |
| Rondônia           | Porto Velho (Porto Velho)           | Criterio 1                 |
| Roraima            | GAS (Boa Vista)                     | Criterio 1                 |
| Roraima            | São Raimundo-RR (Boa Vista)         | Criterio 3                 |
| Tocantins          | União-TO (Araguaína)                | Criterio 1                 |
| Tocantins          | Tocantinópolis (Tocantinópolis)     | Criterio 2                 |

## Risultato

### Primo turno
| Squadra 1          | Risultato       | Squadra 2     |
| ------------------ | --------------- | ------------- |
| Porto Velho        | 3 – 2           | Humaitá-AC    |
| Águia de Marabá    | 1 – 1 (4-2 dtr) | Independência |
| São Raimundo-RR    | 4 – 1           | Trem          |
| Tocantinópolis     | 2 – 1           | GAS           |
| União Rondonópolis | 3 – 0           | União-TO      |
| Vitória-ES         | 1 – 2           | Rio Branco-ES |
| Ceilândia          | 1 – 1 (0-3 dtr) | Capital       |
| Operário-MS        | 0 – 1           | Luverdense    |

### Ottavi di finale
| Squadra 1    | Risultato       | Squadra 2          |
| ------------ | --------------- | ------------------ |
| Paysandu     | 1 – 1 (5-4 dtr) | Porto Velho        |
| Manaus       | 3 – 2           | Águia de Marabá    |
| Remo         | 2 – 2 (3-4 dtr) | São Raimundo-RR    |
| Amazonas     | 5 – 1           | Tocantinópolis     |
| Aparecidense | 2 – 3           | União Rondonópolis |
| Goiás        | 6 – 0           | Rio Branco-ES      |
| Brasiliense  | 0 – 0 (5-3 dtr) | Capital            |
| Vila Nova    | 1 – 1 (9-8 dtr) | Luverdense         |

### Quarti di finale
| Squadra 1          | Totale | Squadra 2 | Andata | Ritorno |
| ------------------ | ------ | --------- | ------ | ------- |
| Paysandu           | 4 – 1  | Manaus    | 0 – 0  | 4 – 1   |
| São Raimundo-RR    | 2 – 0  | Amazonas  | 2 – 0  | 0 – 0   |
| União Rondonópolis | 0 – 5  | Goiás     | 0 – 2  | 0 – 3   |
| Brasiliense        | 4 – 2  | Vila Nova | 1 – 1  | 3 – 1   |

### Semifinale
| Squadra 1       | Totale | Squadra 2 | Andata | Ritorno         |
| --------------- | ------ | --------- | ------ | --------------- |
| São Raimundo-RR | 2 – 5  | Paysandu  | 2 – 2  | 0 – 3           |
| Brasiliense     | 3 – 3  | Goiás     | 3 – 3  | 0 – 0 (4-5 dtr) |

### Finale
| Squadra 1 | Totale | Squadra 2 | Andata | Ritorno         |
| --------- | ------ | --------- | ------ | --------------- |
| Paysandu  | 1 – 1  | Goiás     | 0 – 0  | 1 – 1 (5-4 dtr) |